# Beau Sancy

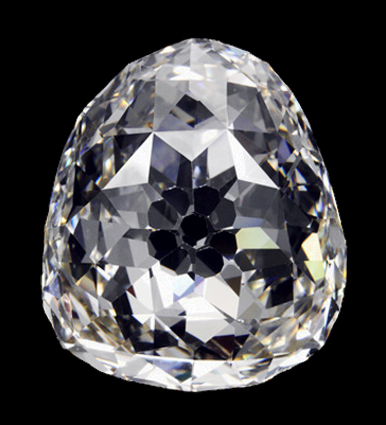
Kopie des Beau Sancy

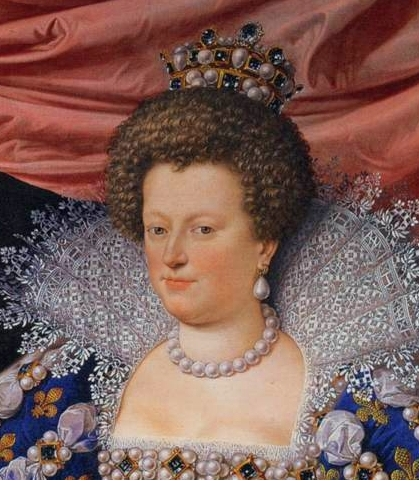
Maria de’ Medici, Porträt von Frans Pourbus (1611). Der Beau Sancy krönt die Krone.

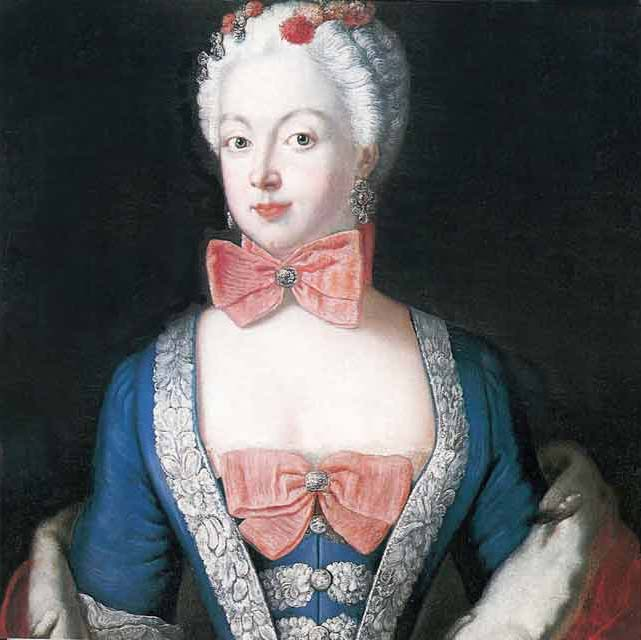
Elisabeth Christine mit dem Beau Sancy in einer Schleife. Porträt von Antoine Pesne (um 1739).

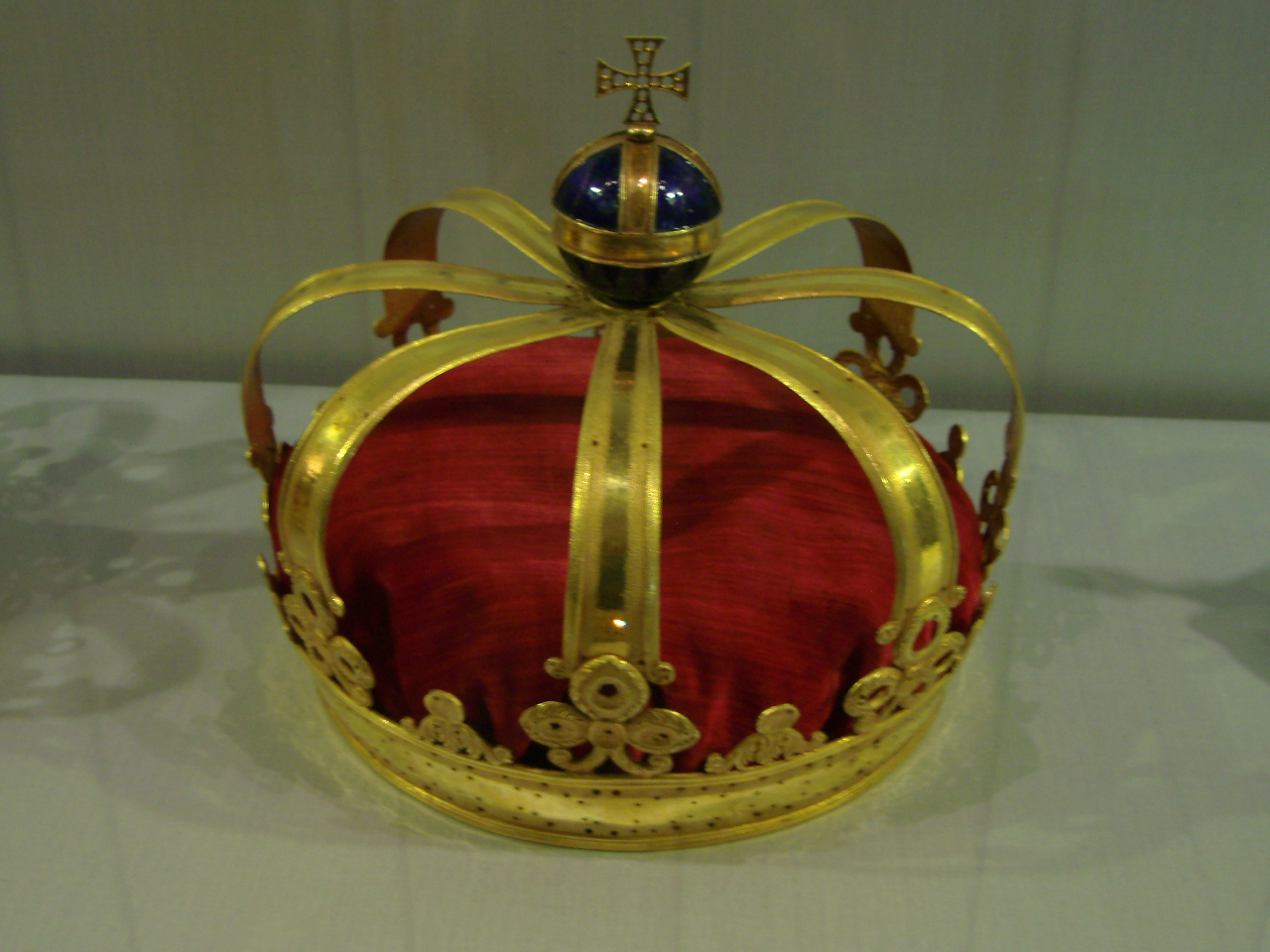
Friedrich II. ließ den Beau Sancy aus der preußischen Königskrone entfernen

Der Beau Sancy ist ein 34,98-karätiger Diamant. Der Stein war der Stern unter den Kronjuwelen der preußischen Hohenzollern und wurde von der Königin von Preußen getragen. Er wird auch der „kleine Sancy“ oder „le beau Sancy“ genannt und soll nicht verwechselt werden mit dem größeren Sancy mit 55,23 Karat.
Bei dem Diamanten handelt es sich um den wohl ersten Stein, der mit achtfacher Anordnung der 110 Facetten geschliffen wurde. Er hat eine Höhe von 22,3 mm und eine Breite von 19,5 mm und ist in Tropfenform geschliffen, die alte Silberfassung aus der Zeit um 1600 mit den goldenen Krappen ist original erhalten. Später wurde eine kleine brillantgefasste Öse appliziert.
Der Stein stammt wahrscheinlich aus den Minen in der Region der indischen Stadt Golkonda, der Fundstelle berühmter Diamanten wie Hope, Koh-i-Noor und Regent.

## Geschichte
Einer der ersten Besitzer des Beau Sancy war Nicolas de Harlay de Sancy, der in Diensten des französischen Königs Heinrich III. stand und als Botschafter am Hof des Sultans Selim II. den Diamanten Ende des 16. Jahrhunderts in Konstantinopel erwarb. Durch ihn erhielten der große und der kleine Sancy ihren Namen. 1589 bot er beide Sancy-Diamanten dem Herzog von Mantua an, 1596 erwarb Elisabeth I. von England den großen Stein. Im Jahr 1604 wurde der Beau Sancy für nur 75.000 Livres (25.000 Écu) von Heinrich IV. von Frankreich gekauft, der ihn seiner Frau Maria de’ Medici schenkte, der Stein wurde bei ihr inventarisiert.
Maria de’ Medici ließ den Beau Sancy als Spitze in der Krone anbringen, die sie anlässlich ihrer Krönungsfeier 1610 trug. Als Witwe musste sie später wegen ihrer Verschuldung den Stein verkaufen. Er wurde für 80.000 Gulden von Friedrich Heinrich von Oranien-Nassau erworben, seine bedeutendste Ausgabe im Staatshaushalt der Vereinigten Niederlande des Jahres 1641. Der Beau Sancy diente als Brautgabe in der arrangierten Ehe zwischen seinem Sohn Willem, dem späteren Willem II. von Oranien-Nassau, und Maria Henrietta Stuart. Diese zog 1650 nach dem Tod ihres Gatten mit dem Schmuck zurück nach England. 1662 wurde der Beau Sancy verpfändet, um ihre hinterlassenen Schulden zu begleichen. Im Jahr 1677, anlässlich der Hochzeit von Willem III. von Oranien-Nassau  und Maria Stuart II., ging der Diamant an die Braut und, als das Paar 1689 den Thron von England bestieg, in die Britischen Kronjuwelen. Da die Ehe kinderlos blieb, erhielt nach ihrem Tod das Haus von Oranien-Nassau das Juwel zurück. Bei den Auseinandersetzungen um die sogenannte oranische Erbschaft erstritt sich 1702 Friedrich I., König in Preußen neben ein paar Grafschaften den Beau Sancy und ließ ihn in die preußische Königskrone einfügen, mit der er sich im Vorjahr in Königsberg selbst gekrönt hatte.
Friedrich II., der für sich selbst jede Demonstration von Juwelenpracht ablehnte, überließ den Beau Sancy 1740 seiner Gemahlin Elisabeth Christine zur freien Verfügung. Sie arrangierte ihn als Mittelpunkt einer Schleife und auch in einem Bouquet als Pendeloque. In dieser Form haben später auch andere weibliche Mitglieder des preußischen Königshauses den Diamanten bei wichtigen Anlässen, insbesondere bei ihrer Einheirat in das Haus Hohenzollern, getragen. Der Edelstein blieb auch 1918, nach dem Ende der Monarchie in Deutschland, im Besitz der Hohenzollern und wurde weiterhin in der Familie getragen.
Der Beau Sancy wurde bei der Ausstellung „Schatzhäuser Deutschlands. Kunst in adligem Privatbesitz“ (2004/05) im Haus der Kunst in München gezeigt.
Am 15. Mai 2012 gab das Haus Hohenzollern den Beau Sancy zu Sotheby’s nach Genf zu einer Versteigerung, bei der er für 9,04 Mio. Schweizer Franken (rund 7,5 Mio. Euro) von einem unbekannten Bieter erworben wurde.